# Bessey de Létourdie
Elizabeth „Bessey” de Létourdie (ur. 15 lipca 1962, zm. 10 stycznia 2006) – seszelska lekkoatletka, olimpijka.

## Życiorys
W 1979 roku wzięła udział w igrzyskach wysp Oceanu Indyjskiego, na których zdobyła brązowe medale w biegach sztafetowych 4 × 100 m i 4 × 400 m. 
Wzięła udział w Letnich Igrzyskach Olimpijskich 1980 w Moskwie w dwóch konkurencjach: biegu na 100 m i biegu na 200 m. W obu odpadła w eliminacjach – na dystansie 100 m uzyskała 36. rezultat wśród 40 lekkoatletek (13,04), zaś w biegu na 200 m osiągnęła przedostatni 34. czas eliminacji (26,91). Była jedną z dwóch kobiet, które reprezentowały Seszele w debiucie olimpijskim tego kraju (obok Margaret Morel).
Rekordy życiowe: bieg na 100 m – 12,4 (1980), bieg na 200 m – 26,0 lub 26,4 (1980), bieg na 400 m – 59,8 (1979). Była rekordzistka Seszeli w biegach na 100 m i 200 m.